# Kerrie Mengersen
Kerrie Mengersen (née en 1962) est une statisticienne et universitaire australienne. Elle est professeure émérite de statistique à l'université de technologie du Queensland.   

## Formation et carrière
Kerrie Mengersen fait ses études à l'université de Nouvelle-Angleterre en Australie, où elle a obtenu son diplôme en 1985, puis son doctorat en mathématiques en 1989, avec une spécialisation en statistique et informatique, sous la direction d'Eve Bofinger. Elle enseigne à l'université Bond de 1989 à 1990, puis obtient un poste à l'université de technologie du Queensland à Brisbane. Elle est nommée professeure de statistique en 2001 à l'université de Newcastle, en Nouvelle-Galles, puis revient à l'UTQ en 2004, avec une chaire professorale. Elle est rédactrice en chef de la revue Australian & New Zealand Journal of Statistics.
Elle est directrice du groupe bayésien de recherche et d'applications (BRAG). Ce groupe fait partie du Centre d'excellence du Conseil australien de la recherche (ARC) pour les frontières mathématiques et statistiques (ACEMS) de big data, Big Models, New Insights.
Elle devient professeure émérite en 2016.

## Travaux
Ses recherches couvrent un large éventail de pratiques statistiques. Elle est spécialiste des statistiques bayésiennes et de la méta-analyse, et a travaillé dans les applications des statistiques en médecine et en sciences de l'environnement. 
Elle est conférencière à la semaine de la science de l'université de technologie du Queensland en 2015 et évoque à cette occasion les nouveaux défis auxquels sont confrontés les statisticiens. Elle contribue aux efforts australiens de biosécurité, tels que l'analyse du risque de peste ou la propagation du virus de la forêt de Barmah,,. En octobre 2015, ses recherches sur la construction d'habitats virtuels ont fait l'objet d'une émission sur ABC.  

## Prix et distinctions
Mengersen a été présidente de la Société statistique d'Australie en 2013 et présidente internationale de la Société internationale d'analyse bayésienne en 2016.
En 2014 elle est élue membre de la Société internationale d'analyse bayésienne. Elle est également membre élue de l'Institut de statistique mathématique, de la Society for Modeling and Simulation et depuis 2018 de l'Académie des sciences australienne.
Elle est lauréate de la médaille biennale 2015 de la Société de modélisation et de simulation d'Australie et de Nouvelle-Zélande (MSSANZ), de la bourse 2015 de l'Australian Research Council ; en 2016 elle reçoit la médaille Pitman de la Société statistique d'Australie.

## Publications
- Kerrie Mengersen, Comparison and Selection of Populations with Special Reference to the Normal Distribution, University of New England, coll. « Doctoral thesis », 1988 (lire en ligne)
- F. Jarrad, S. Low-Choy et K. Mengersen, Biosecurity Surveillance Quantitative Approaches, Wallingford, CABI, 2015, 374 p..
- J. Koricheva, J. Gurevitch et K. Mengersen, Handbook of Meta-analysis in Ecology and Evolution, Princeton University Press, 2013.